# Чью, Роджер Престон
Роджер Престон Чью (англ. Roger Preston Chew; 9 апреля 1843, округ Лаудон, штат Виргиния, США — 16 марта 1921, Чарльз-Таун, штат Западная Виргиния, США) — офицер армии Конфедеративных Штатов Америки, выпускник Виргинского военного института. Во время Гражданской войны в звании подполковника командовал бригадой конной артиллерии. По окончании войны занимался предпринимательством. В 1890 году был избран президентом Чарльз-Таунской горнодобывающей, мануфактурной и строительной компании. С 1882 по 1888 год был делегатом в легислатуре Западной Виргинии.

## Ранние годы
Роджер Престон Чью родился 9 апреля 1843 года в округе Лаудон, в штате Виргиния в семье Роджера Чью и Сары Энн, урождённой Элдридж. Родители переехали в город Чарльз-Таун, когда ему было три года. Обучался в Чарльз-Таунской академии, затем в Виргинском военном институте. Его семья владела поместьем Эрмитаж — одним из старейших в Западной Вирджинии.

## Гражданская война
С началом гражданской войны поступил в распоряжение генерала Томаса Джексона (своего бывшего преподавателя в Вирджинском Институте) и стал командовать новосформированной артиллерийской батареей. Эта батарея была создана приказом правительства от 11 ноября 1861 года во Флоуинг-Спринг, и имела на вооружении 3-дюймовое орудие, 12-фунтовое бронзовое гладкоствольное орудие и британское нарезное орудия Блэкли. Батарея была придана кавалерийской бригаде Тернера Эшби, известной ещё как «Laurel Brigade». Батарея была сформирована как конная артиллерия, и стала первой конной батареей в Америке, после Мексиканской войны. Зарождение новой тактики использования артиллерии считается в основном заслугой Эшби и Чью.
Чью так описывал тактику своей батареи, рассказывая о сражении 24 марта 1862 года: «…приказав мне идти за кавалерией, он (Эшби) атаковал кавалерию противника, численностью около 2 000 или 2 500 человек на дороге у Мидллтауна. Наши орудия пошли в атаку вместе с кавалерией, и, подойдя на короткую дистанцию, примерно на 100 ярдов от дороги, мы развернулись и открыли огонь по федералам. Там вдоль дороги была каменная стена, так что мы поймали их в очень неудобном положении…»; позже «…он сказал мне атаковать вместе с ним и бросился на противника, который отступал на вершину холма. Мы повторили манёвр, испытанный при Мидллтауне и отбросили противника в большом беспорядке». Чью также вспоминал, что был сильно удивлён приказом атаковать вместе с кавалерией, но всё произошло так быстро, что он не успел ничего обдумать.
Роджер и его брат Джон участвовали во всех сражениях Джексона до его гибели в мае 1863 года. Братья также участвовали в рейдах на территорию, оккупированную армией противника в Западной Виргинии: в феврале 1863 года в Мидлвей и 12 мая 1863 года в Чарльз-Таун. Роджер Чью был повышен до звания начальника орудия кавалерии под командованием Джеба Стюарта. После он участвовал в Геттисбергской кампании, битве в Глуши, битве при Спотсильвейни, сражении при Колд-Харбор, осаде Петерсберга и Аппоматтоксской кампании.

## Послевоенная деятельность
После войны, Роджер и его брат Роберт восстановили семейную ферму. В 1871 году Роджер Чью женился на Луизе, урождённой Фонтейн-Вашингтон, дочери последнего владельца поместья Маунт-Вернон в Блэкли. В браке у супругов родились шестеро детей. Тесть Роджера, Джон Огастин Вашингтон служил в штабе генерала Ли, пока не погиб в бою в конце 1861 года. Его дочь наследовала поместье только в 1875 году и владела им до 1892 года.
Роджер Чью активно занимался предпринимательской деятельностью. Некоторое время занимал пост президента «Илг Мануфактур Компани». С 1882 по 1888 год был делегатом в легислатуре Западной Виргинии. В 1883 году построил участок железной дороги долины Шенандоа, получившей название «ветки Чью», частной подъездной ветки, которая вела от основной линии к предприятиям Роджера Чью. В 1890 году с несколькими деловыми партнерами основал Чарльз-Таунскую горнодобывающую, мануфактурную и строительную компанию и стал её первым президентом.
Роджер Престон Чью умер в Чарльз-Тауне 16 марта 1921 года и был похоронен на кладбище Цион, которое находится в ведении епископальной церкви. Позднее рядом с ним была похоронена умершая в 1927 году супруга.